# 苟夫人
苟太后（?—?），中國十六国之前秦太后，她的丈夫是开国皇帝苻健的弟弟东海王苻雄。357年，她的儿子苻坚杀死皇帝苻生（苻健的儿子），自称天王。尊母亲为太后。她的儿子还有赵公苻雙。
苟太后从354年，苻雄死后就开始孀居，她和自己姑姑的儿子李威有染，苻坚待李威就像父亲一样。358年，苟太后说苻坚的哥哥东海公苻法有许多门客，他可能威胁苻坚的王位。她命令苻法自杀。此事显示太后在苻坚前期有很大的权力。但此事之后，她的影响有所减弱。367年，苻雙和苻生的兄弟晋公苻柳、魏公苻廋、燕公苻武起兵反对苻坚。他们想联络前燕，结果前燕的执政者慕容评拒绝了。368年，叛乱被平定，苻柳全家被杀，苻雙、苻武的儿子被赦免只是贬为庶民。苻廋自杀，他的儿子还是公爵。苟太后问苻坚为什么贬抑苻雙的后代，保留苻廋后代的爵位。苻坚说国家是苻健创立的，不能使他无后，但是，苻雙背叛国家和母亲，应该依法治罪。371年，苻坚在邺城打猎超过了10天，伶人王洛劝谏苻坚回宫的时候，说“其如宗庙何！其如太后何！”暗示这时太后还活着。